# Trening

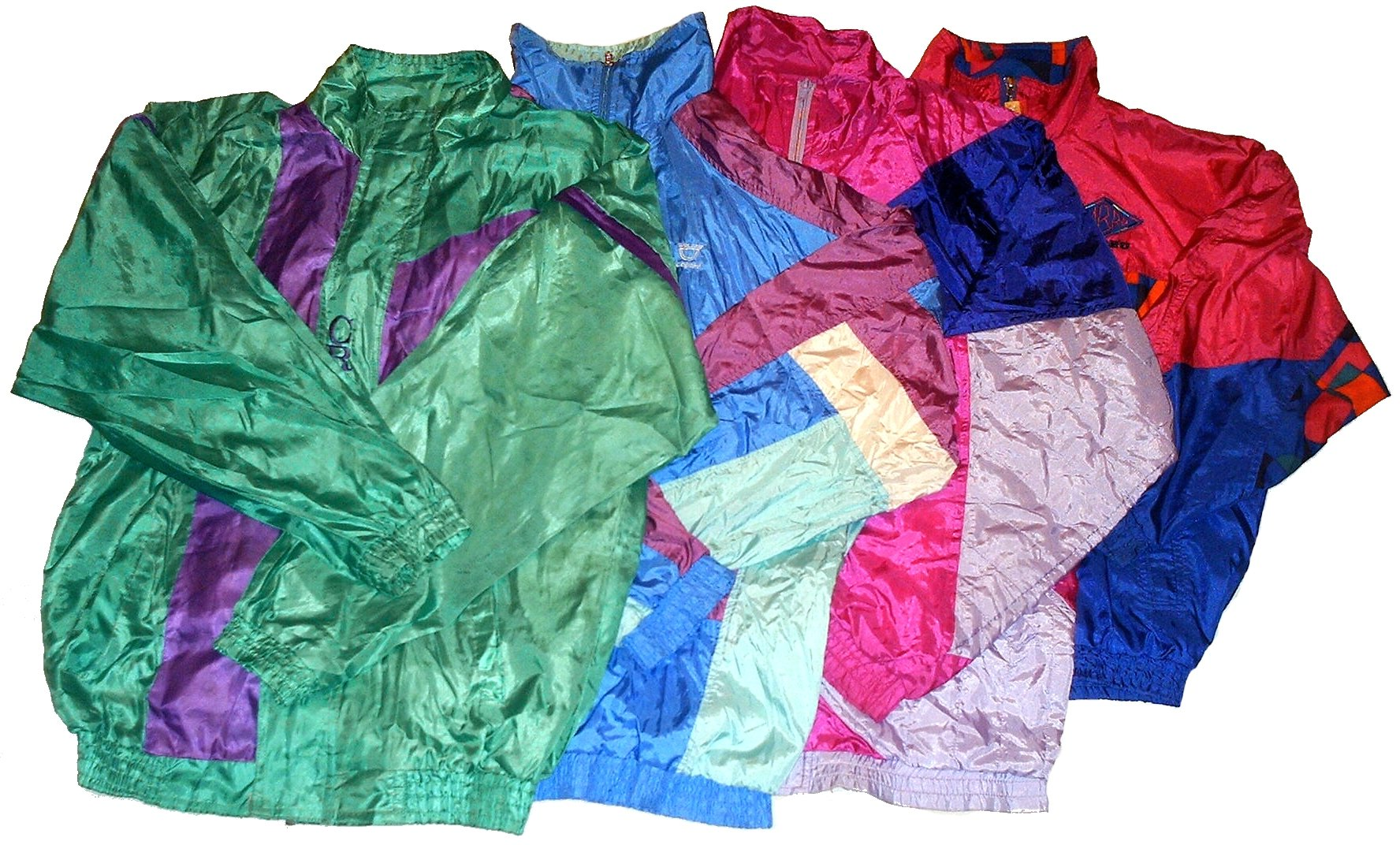
Modele de jachete de trening, fabricate din poliamidă trilobară

Treningul (numit uneori foiță) este un element de îmbrăcăminte, format de obicei din două părți - bluză/jachetă și pantaloni. Inițial a fost destinat utilizării în jocurile sportive, fiind în special purtat peste echipamentul de competiție (dar și în timpul exercițiilor de încălzire, pe vreme rece etc.) și dat jos în timpul jocului. În ultimii ani, însă, a început să fie purtat și în alte contexte.

## Tipuri
În principal există două tipuri de treninguri:
- Trening din foiță realizat de cele mai multe ori din materiale similare nylonului, cu dublură de bumbac, bumbac combinat cu poliester sau material plastic în țesătură stil «plasă». Este compus din jachetă și pantaloni
- Trening din bumbac fabricat din materiale absorbante (100% bumbac sau combinații conținând o cantitate mare de bumbac), util în special pentru a absorbi transpirația, în sporturile care cer un efort sporit (d. ex. jogging). Este compus bluză (care poate avea glugă sau nu) și pantaloni.

Pantalonii pot avea partea de jos strâmtă, cu bandă elastică, sau liberă, uneori având prezent și un fermoar la fiecare crac, pentru a putea fi îmbrăcați sau dezbrăcați mai ușor. Unele jachete au mânecile detașabile, putând fi transformate în veste.
Ambele modele sunt produse în diverse stiluri, existând o diferență de croială și material între cele utilizate în sport și cele purtate ca element vestimentar la modă.
Cei mai cunoscuți producători de treninguri sunt: Adidas, Nike, Puma, Reebook, Leopard etc.

## Istoric

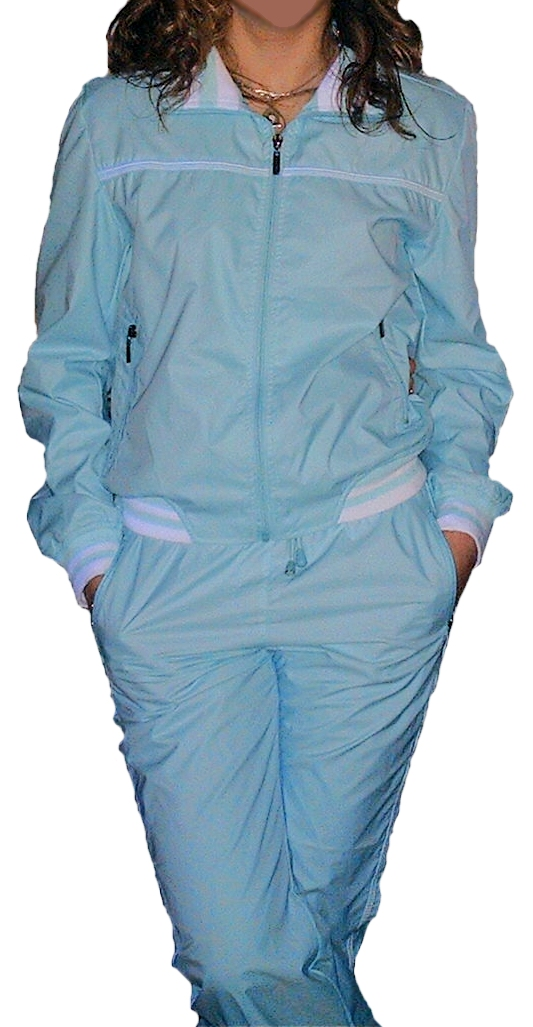
Trening destinat purtării în diferite ocazii (casual wearing)

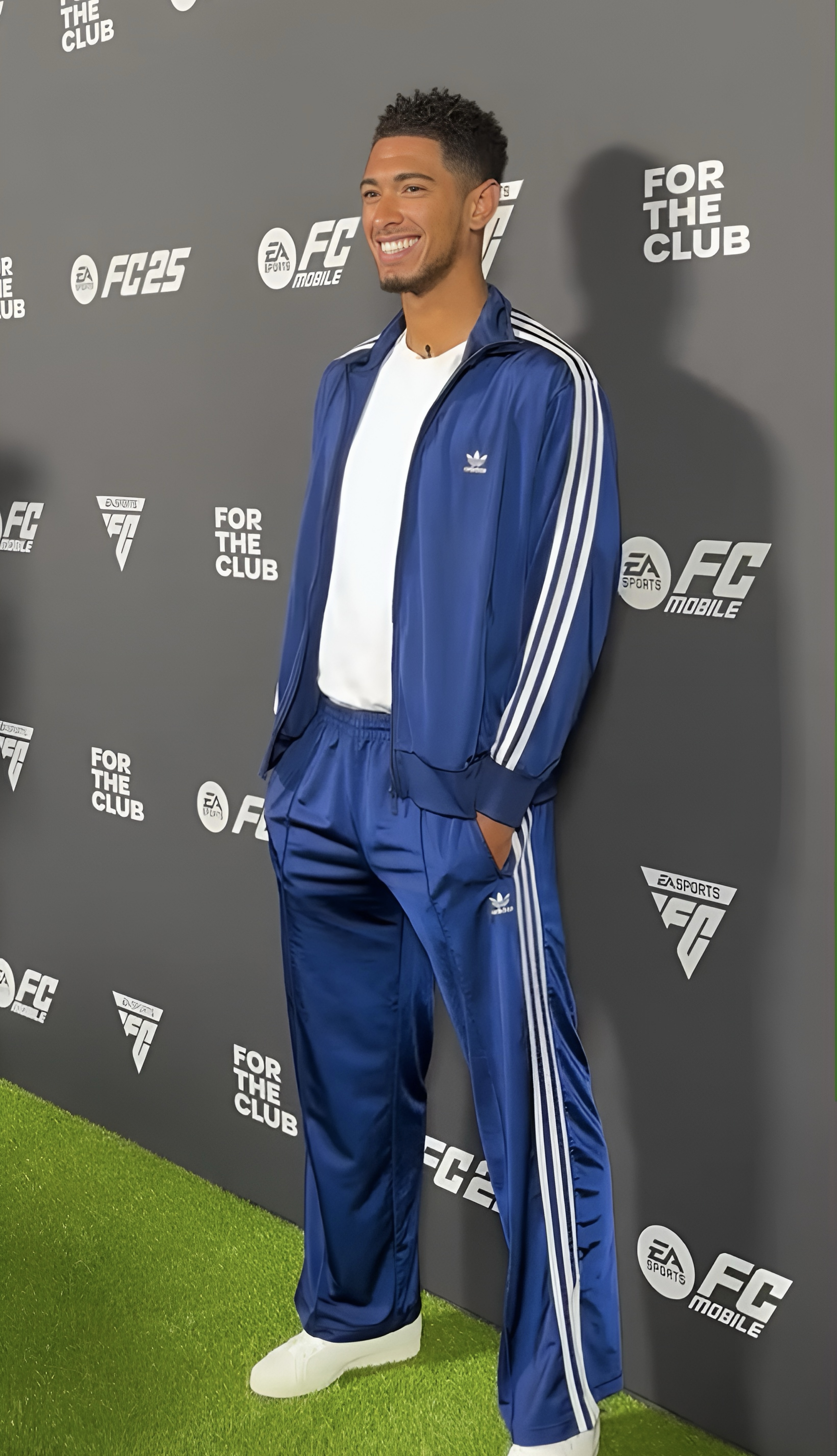
O anglikano fudbalisti Jude Bellingham phirel ande jekh treningosko gada ko EA Sports evento ko 2024

Dacă la începutul anilor '70 treningurile aveau o croială standardizată, o gamă mai largă de modele cu o linii elegante și moderne a început să apară pe la mijlocul acelui deceniu. Erau fabricate din materiale strălucitoare și în culori vii, pantalonii având croiala tipică - foarte strâmți în zona bazinului și trapezi. În filmul «Game of death», Bruce Lee poartă un faimos trening galben în locul costumului tradițional de lupte. Actorul a vrut să demonstreze că jeet kune do este un stil modern și practic de luptă, spre deosebire de vechea și tradiționala artă kung fu.
În anii '80 a început fabricarea treningurilor de bumbac. Este adoptată o croială mai largă, dând senzația formelor umflate. De asemenea începe să le fie încorporată și gluga. Treningurile din nylon încep să fie utilizate mai mult prentru jogging și breakdance, având acum exteriorul fabricat dintr-un nou tip de material, mai strălucitor și mai mătăsos: poliamidă trilobară.
La începutul anilor '90 modelele s-au diversificat din ce în ce mai mult, căutând să țină pasul cu moda. Jacheta de trening însă, începe să fie purtată din ce în ce mai rar, ceea ce nu se poate spune despre pantaloni. Fie din bumbac, fie din nylon, aceștia sunt purtați în continuare, în diferite contexte. Spre sfârșitul anilor '90 încep să apară jachetele cu mâneci detașabile și diferențierea între treningurile utilizate în sporturi și cele purtate ca îmbrăcăminte obișnuită. De asemenea devine din ce în ce mai rară purtarea unui costum de trening, elementele componente fiind utilizate de obicei separat.
Treningurile cu o croială largă au fost adoptate în timp ca ținută potrivită în cluburi cu muzică techno sau hip-hop.

## Imaginea de astăzi
Astăzi treningurile destinate sportivilor dar purtate ca îmbrăcăminte obișnuită sunt privite stereotipic, denotând lipsă de gust.  
Pentru oamenii cu o imagine sportivă sunt fabricate treninguri având o croială specifică, destinate purtării în mod obișnuit. Aceste modele sunt privite și ca o îmbrăcăminte retro, prin asociere cu moda anilor '70.